# Zecchino d'Oro 1982
Il venticinquesimo Zecchino d'Oro si è svolto a Bologna dal 18 al 20 novembre 1982.
È stato presentato da Cino Tortorella.
Ospiti della manifestazione sono Giusi Guercilena e Peppino Mazzullo.

## Brani in gara
- Bambini attenti attenti! (Testo: Luciano Beretta/Musica: Augusto Martelli) - Marco Dirani e Barbara Sedici (entrambi 6 anni)
- Carnevalito carnevalà (Carnavalito del Ciempiés) ( Cile) (Testo italiano: Alberto Testa) - Juan Pedro Boronig Espinoza
- Che bello-llo...! (Trois jeunes filles dans... hum hum) ( Belgio) (Testo: Luciano Sterpellone/Musica: Giordano Bruno Martelli) - Audrey Bourgeois (5 anni)
- Farfalla in città (Testo: Mara Maretti Soldi/Musica: Corrado Castellari) - Veronica Fragola (4 anni)
- Il chierichetto (Testo: Vittorio Sessa Vitali/Musica: Giordano Bruno Martelli) - Riccardo Viti (4 anni)
- Il Merill Tweet Tweet ( Malta) (Testo italiano: Alberto Testa) - Stefan Galea
- Il pianeta Mallakà (Testo: Carlo Ermanno Trapani/Musica: Pino Ruju, Aldo De Scalzi) - Giorgio Cacco e Luciana Sabelli (entrambi 5 anni)
- Il piccolo pescatore (かわいい かわいい 魚屋さん) ( Giappone) (Testo italiano: Giorgio Calabrese) - Masahiko Nisawa (にさわ まさひこ) e Yoshiko Nisawa (にさわ よしこ)
- La felicità (Testo: Mara Maretti Soldi/Musica: Nicola Aprile) - Eliana Suriano (6 anni)
- Musicante giramondo (Музыкант-турист) ( Unione Sovietica) (Testo: Giorgio Calabrese/Musica: Giordano Bruno Martelli) - Andrej Popov (Андрей Попов)
- Santa Lu-lucia (Testo: Mara Maretti Soldi/Musica: Nicola Aprile) - Claudio Piselli e Anna Ricci (entrambi 5 anni)
- Vanessa, la fattoressa (Jó Gazd'Asszony) ( Ungheria) (Testo: Luciano Beretta, Albano Bertoni/Musica: Giordano Bruno Martelli) - Barbara Illés